# Krupkі rajon
Krupki Rajon är ett distrikt (rajon) i Belarus. Huvudort är Krupki. Det ligger i voblasten Minsks voblast, i den nordöstra delen av landet, 110 km öster om huvudstaden Minsk.